# كيم أندرو
كيم أندرو (بالإنجليزية: Kim Andrew) هو لاعب كرة قاعدة أمريكي، ولد في 14 نوفمبر 1953 في غلينديل في الولايات المتحدة.

## وصلات خارجية
- كيم أندرو على موقعبيزبول رفرنس.كوم (الدوري الرئيسي) (الإنجليزية)
- كيم أندرو على موقعبيزبول رفرنس.كوم (الدوري الثانوي) (الإنجليزية)
- كيم أندرو على موقع جمعية أبحاث البيسبول الأمريكية (الإنجليزية)